# Eduardo (ur. 1993)
Carlos Eduardo Bendini Giusti (ur. 27 kwietnia 1993) – brazylijski piłkarz występujący na pozycji obrońcy.

## Kariera piłkarska
Od 2011 roku występował w Metropolitano, Lustenau, Austria Lustenau, Gainare Tottori, Tochigi SC, Kashiwa Reysol i Kawasaki Frontale.